# Circuito (economia urbana)
"Circuito" empregada aqui, segundo o enfoque da Geografia postulado pelo Professor Milton Santos em livros como O Espaço Dividido, é relacionada à ideia de divisão do trabalho, de um lado uma grande parte da população que depende de salários baixos e do outro, uma minoria com altos salários criando um considerável lapso na sociedade urbana entre os que possuem acesso aos bens e serviços e os demais, que mesmo apresentando as mesmas necessidades não possuem acesso originando ao mesmo tempo, diferenças qualitativas e quantitativas de consumo  .
Circuito superior: Relacionado diretamente à alta tecnologia. O circuito superior é formado por atividades ligadas ao setor terciário de serviços: bancos, comércio e indústria de exportações, comércio atacadista e transporte, serviços modernos.
Circuito inferior: Composto por atividades e serviços não modernos, geralmente abastecidos pelo nível de venda e varejo e pelo comércio em pequena escala, utilizando para essa finalidade, o trabalho intensivo em lugar da tecnologia.